# 웨인즈 월드
《웨인즈 월드》(영어: Wayne's World)는 미국에서 제작된 퍼넬러피 스피어리스 감독의 1992년 코미디 영화이다. 1989년부터 새터데이 나이트 라이브에 비정기적으로 나오고 있는 동명 스케치 코미디가 원작이다. 마이크 마이어스가 공동 각본을 쓰고 주연을 맡았으며, 론 마이클스 등이 제작에 참여하였다.
1993년 속편 《웨인즈 월드 2》가 개봉하였다.

## 줄거리
일리노이주 오로라에 사는 슬래커 웨인과 가스는 록과 헤비메탈 팬이며 함께 퍼블릭 액세스 텔레비전 쇼 〈웨인스 월드〉를 진행하고 있다. 이들의 방송을 눈여겨 본 텔레비전 제작자 벤저민은 쇼의 권리를 사들여 쇼를 상업 텔레비전 시장에 진출시키지만 웨인과 가스는 새로운 환경에 잘 적응하지 못한다. 웨인은 광고주와 홍보용 인터뷰를 하다가 광고주를 조롱하는 바람에 해고를 당하고 벤저민에게 여자친구마저 빼앗길 위기에 처한다. 

## 출연진
- 마이크 마이어스
- 데이나 카비
- 티아 커레어
- 롭 로
- 라라 플린 보일
- 브라이언 도일머리
- 콜린 캠프
- 커트 풀러
- 크리스 팔리
- 미트 로프
- 에드 오닐
- 마이클 덜루이즈
- 리 터거슨
- 댄 벨
- 마이크 해거티
- 프레더릭 코핀
- 도나 딕슨
- 아이오니 스카이
- 로빈 루잰
- 로버트 패트릭
- 앨리스 쿠퍼
- 지미 디그라소

## 기타 제작진
- 협력 제작: 다이나 마이넛, 바너비 톰프슨
- 배역: 글렌 대니얼스
- 미술: 그레그 폰세이카
- 의상: 팻 토네마